# 豪尔毛伊·佐尔坦
豪尔毛伊·佐尔坦（匈牙利語：Halmay Zoltán，匈牙利語發音：[ˈhɒlmɒi ˈzoltaːn]，1881年6月18日—1956年5月20日），匈牙利前男子游泳运动员。他曾参加1900年、1904年和1908年三届奥林匹克运动会的游泳比赛，共获得2枚金牌、4枚银牌和1枚铜牌。